# El Bnoud
El Bnoud è un comune dell'Algeria, situato nella provincia di El Bayadh nel distretto di Distretto di El Abiodh Sidi Cheikh.